# Skulptur Gewächshaus

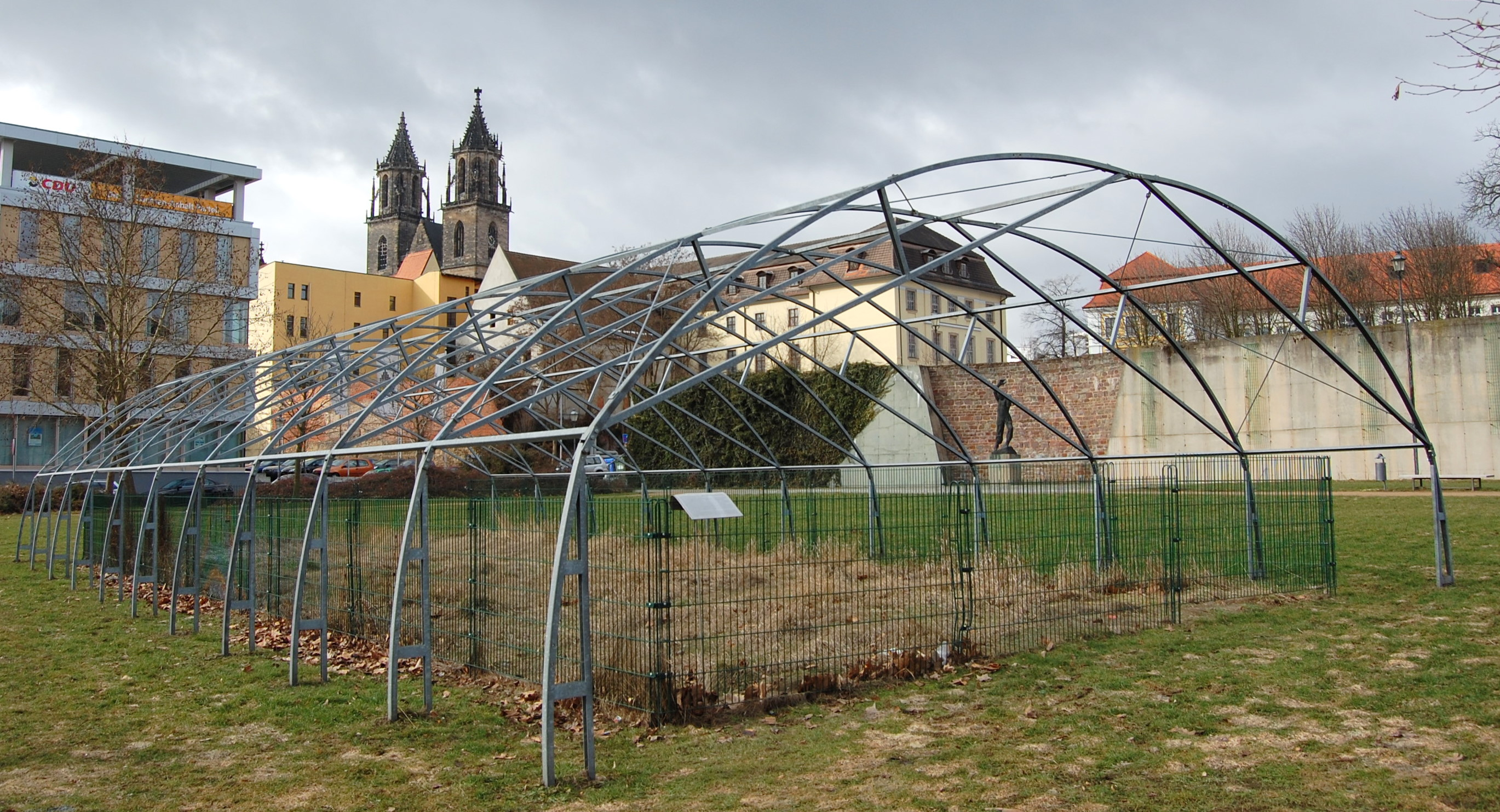
Skulptur Gewächshaus

Skulptur Gewächshaus war eine von 1996 bis 2012 bestehende Kunstinstallation im Skulpturenpark Magdeburg in der Magdeburger Altstadt.

## Geschichte und Hintergrund
Das Werk entstand ab 1996 und wurde anlässlich des 1200-jährigen Stadtjubiläum Magdeburgs im Jahr 2005 der Stadt vom Land Sachsen-Anhalt geschenkt. Die Skulptur wurde von den Künstlern Johanna Bartl, Wieland Krause und Olaf Wegewitz geschaffen. Sie bestand aus einem 4 Meter hohen, 20 Meter langen und 6 Meter breiten, aus verzinkten Stahl gefertigten Gerüst eines Gewächshauses.
Das Gewächshaus war ursprünglich Teil der Gewächshausanlage beim Kraftwerk Vockerode, der größten Gewächshausanlage in der DDR, welche jedoch 1991 im Zuge der Stilllegung des Kraftwerks und der damit fehlenden Nutzungsmöglichkeit der kostengünstigen Abwärme stillgelegt wurde.
Während sonst Gewächshäuser Nutzpflanzen vor den Einwirkungen der Umwelt abschirmen, funktionierte die Skulptur umgekehrt. Das Innere des Gewächshausgerüstes wurde nicht gemäht oder sonst bearbeitet. Das Gewächshaus gab somit einem Stück Natur inmitten der Stadt einen Lebensraum und schützte diese Natur vor der Kultivierung durch den Menschen. Der zunehmende Bewuchs war somit Teil des Kunstwerkes. Während auf der Wiesenfläche im Jahr 2005 vor Errichtung der Skulptur 13 Pflanzenarten nachgewiesen werden konnten, waren es 2012 nach Angaben der Künstler bereits 35 Pflanzenarten, davon 7 Gehölze. Das Projekt wurde durch ein künstlerisches Archiv begleitet, in welchem Fotografien, Zeichnungen, Videos und sonstige Dokumente zum Verlauf der Existenz der Skulptur bewahrt werden. Das Werk setzte sich somit aus dem gedanklichen Experiment, dem natürlichen Wachstum und der Beobachtung des Geschehens zusammen.
Östlich des Gewächshauses wurden durch die Künstlerin Johanna Bartl zwölf Betonsteine platziert, von denen fünf die Aufschriften Leben, Norm, Arbeit, Zeit und Frei trugen. Sie symbolisierten kombinierbare Elemente des städtischen Lebens, welches außerhalb des Gewächshauses stattfindet.
2012 wurde das Werk auf Betreiben des Magdeburger Oberbürgermeisters Lutz Trümper trotz Protesten entfernt. Die Gewächshausteile wurden demontiert und im Kunstmuseum Magdeburg eingelagert. Einige Gehölze wurden von den Künstlern in Klosterbergegarten und in die Plantage von Olaf Wegewitz im Huy umgesetzt.